# Tauró de cua negra
El tauró de cua negra (Carcharhinus amblyrhynchos) és una espècie de peix de la família dels carcarínids i de l'ordre dels carcariniformes.

## Morfologia
Els mascles poden assolir els 255 cm de longitud total.

## Distribució geogràfica
Es troba a la conca Indo-Pacífica, incloent Madagascar, les Seychelles, Maurici i des del sud de la Xina fins al nord d'Austràlia i les Tuamotu.